# جواد أشتياني
جواد أشتياني (بالفارسية: جواد آشتیانی) هو لاعب كرة قدم إيراني في مركز الوسط، ولد في 20 أغسطس 1981 في إيران. لعب مع نادي سايبا.